# Polina Pekhova
Polina Pekhova (Minsk, 21 de março de 1992) é uma tenista profissional bielorrussa. O seu melhor ranking é o n.º 136 em duplas pela WTA.

## WTA Tour finais

### Duplas: 1 (1 título)
| Legenda                                      |
| -------------------------------------------- |
| Grand Slam (0–0)                             |
| WTA Tour (0–0)                               |
| Tier I / Premier Mandatory & Premier 5 (0–0) |
| Tier II / Premier (0–0)                      |
| Tier III, IV & V / International (0–1)       |

| Títulos por Piso |
| ---------------- |
| Duro (0–1)       |
| Grama (0–0)      |
| Saibro (0–0)     |
| Carpete (0–0)    |

| Resultado | N. | Data              | Torneio                                | Piso | Parceira    | Oponentes                     | Placar    |
| --------- | -- | ----------------- | -------------------------------------- | ---- | ----------- | ----------------------------- | --------- |
| Campeã    | 1. | 15 September 2012 | WTA de Tashkent, Tashkent, Usbequistão | Duro | Paula Kania | Anna Chakvetadze Vesna Dolonc | 6–2, ret. |